# Gare de Berlin Mehrower Allee
La gare de Berlin Mehrower Allee est une gare ferroviaire du réseau de la S-Bahn de Berlin. Elle se situe dans le nord du quartier de Marzahn sur la ligne de Berlin à Wriezen et est délimitée à l'est de la Märkische Allee, à la jonction avec la Mehrower Allee qui mène jusqu'à la gare.

## Situation ferroviaire

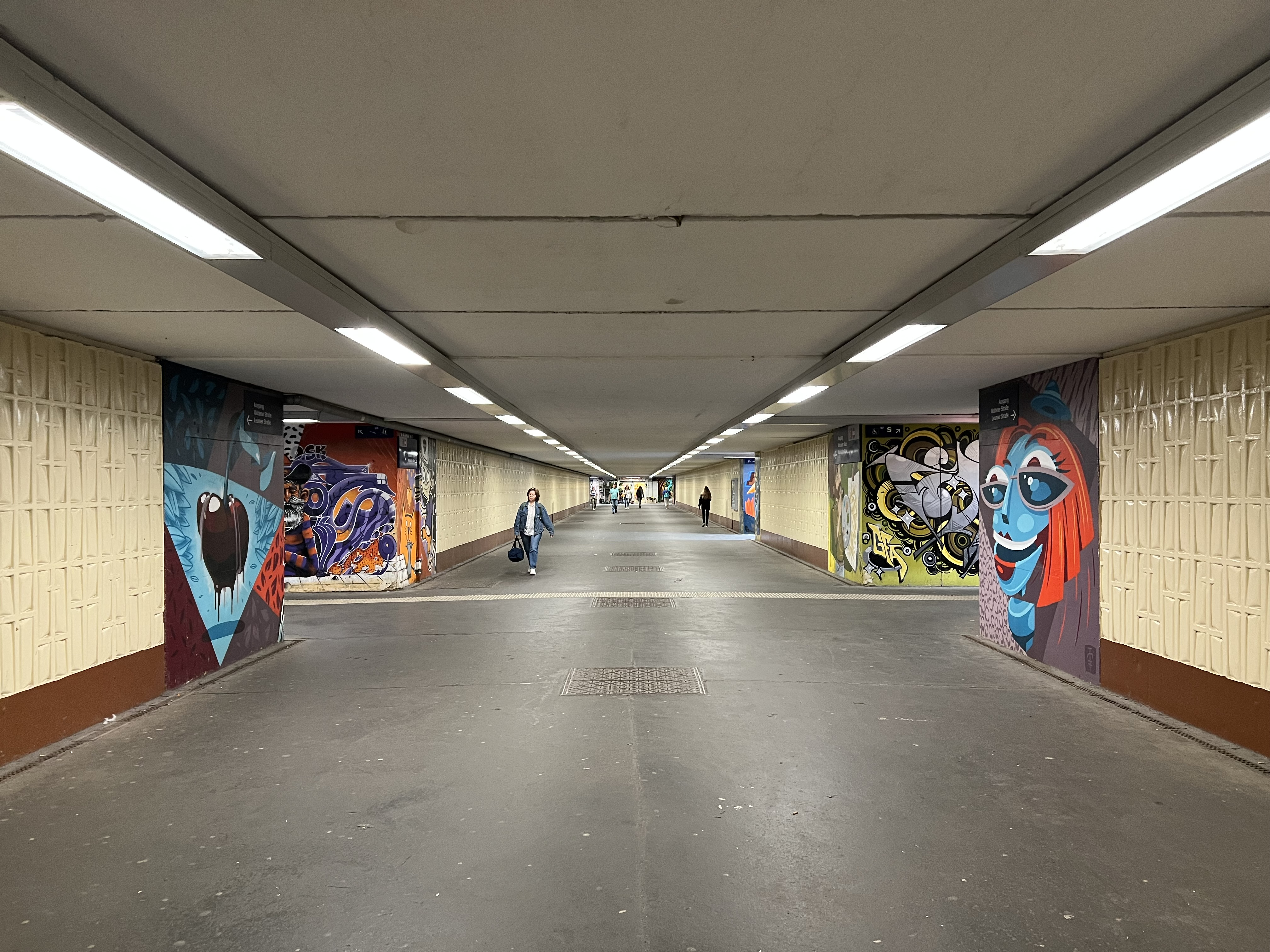
Passage piéton souterrain.

## Histoire
La gare est conçue sous le nom de Marzahn-Nord et ouvre le 15 décembre 1980 sous le nom d'Otto-Winzer-Straße, après la rue portant le nom d'Otto Winzer (1902–1975), ministre des Affaires étrangères de la République démocratique allemande de 1965 à 1975.
Au départ, le train de la S-Bahn prend la voie ferrée intérieure, tandis que les trains régionaux de la ligne de Berlin à Wriezen empruntent la dernière voie en direction du centre-ville via la gare de Berlin-Marzahn. À partir du 1er février 1981, le gare constitue le terminus pour les trains régionaux en provenance de Werneuchen, qui passaient auparavant jusqu'à Marzahn. Avec l'extension de la ligne de la S-Bahn jusqu'à la gare d'Ahrensfelde, la Deutsche Reichsbahn déplace le terminus des trains longue distance et met aussi en service la deuxième voie en exploitation.
Le 31 janvier 1992, après la réunification allemande, le nom de la rue et de la gare change pour Mehrower Allee, après le village de Mehrow, aujourd'hui un quartier d'Ahrensfelde. Pour des raisons de rationalisation, la supervision cesse en 2005. 

## Service des voyageurs

### Accueil
La gare ne dispose pas d'ascenseur mais uniquement de rampes d'accès pour les personnes à mobilité réduite.

### Desserte
Mehrower Allee est desservie par des trains de la ligne 7 du S-Bahn de Berlin.

### Intermodalité
La gare est en correspondance avec les lignes d'omnibus X69 et 197 du réseau de bus de Berlin.